# ジェニファー・ハイル
ジェニファー・ハイル（Jennifer Heil, 1983年4月11日 - ）は、カナダアルバータ州出身の女子モーグル選手。2006年トリノオリンピック金メダリスト。

## 経歴
2歳でスキーを始め、16歳でモーグルのカナダチャンピオンとなった。18歳で出場した2002年ソルトレイクシティオリンピックでは4位。銅メダルの里谷多英とは0.01点差という僅差だった。
フリースタイルスキーW杯で2003-04から2006-07にかけて史上初の4シーズン連続総合優勝を達成。2006年トリノオリンピックでは、前大会の覇者カーリ・トローらを抑え金メダルを獲得した。
2007-08シーズンは左膝の怪我のため休養したものの、2008-09にW杯総合2位と復活、2009-10は5度目のW杯総合優勝を果たした。
2010年自国開催のバンクーバーオリンピックでは、銀メダルを獲得した。
2011年に引退。